# Sônia Braga
Sônia Maria Campos Braga (Maringá, 8 de junho de 1950)  é uma atriz, cantora, apresentadora e produtora brasileira, naturalizada estadunidense. Após construir uma carreira bem-sucedida no Brasil, mudou-se para o exterior, onde se destacou no mercado internacional, tendo sido indicada aos prêmios Golden Globes, BAFTA, e Emmy.
Iniciou a carreira em meados dos anos 1960, participando da primeira montagem brasileira do musical Hair, em 1968. No início dos anos 1970, foi contratada pela TV Globo, atuando simultaneamente na telenovela Selva de Pedra e no programa infantil Vila Sésamo, ambos de 1972.  No entanto, foi a partir de 1975 que Braga ganhou destaque na mídia e foi alçada ao posto de sex symbol ao interpretar a protagonista Gabriela na telenovela homônima, de grande sucesso — papel que viria a interpretar novamente na versão cinematográfica da obra de Jorge Amado em 1983. Em 1976, voltou a interpretar outra personagem de Amado no filme Dona Flor e Seus Dois Maridos, uma das maiores bilheteiras do cinema brasileiro, que lhe rendeu uma indicação ao Prêmio BAFTA na estreia britânica do longa em 1981. Pela terceira vez, trabalhou com Amado, desta vez nos cinemas, em Tieta do Agreste, interpretando o papel-título. Sua marcante interpretação como a mocinha Júlia na telenovela Dancin' Days (1978) fechou a década de 1970, consolidando-a como uma das principais atrizes do cenário nacional.
Nos anos 1980, Braga sentiu que o mercado brasileiro estava se tornando limitado para ela e decidiu buscar novos ares em Hollywood, ganhando o notoriedade da crítica e do público americano com suas atuações nos filmes O Beijo da Mulher Aranha (1985) e Luar sobe Parador (1988). A atriz também fez participações em programas e séries estadunidenses, como The Cosby Show, Sex and the City e CSI: Miami.
Em 2016, estrelou o filme Aquarius, dirigido por Kleber Mendonça Filho. O longa-metragem foi bem recebido pelo público e pela crítica, sendo indicado ao Prêmio César de melhor filme estrangeiro. Ela voltou a trabalhar com Mendonça no thriller de ficção científica Bacurau (2019). Em 2020, o The New York Times a classificou em 24º lugar em sua lista dos 25 maiores atores do século XXI.

## Biografia

### Infância
Sônia Braga nasceu em 8 de junho de 1950, filha de Hélio Fernando Ferraz Braga e Maria Braga Jaci Campos, figurinista natural de Maringá. Ela é irmã de Júlio, Ana, Hélio e Maria, e tia de Alice Braga, também atriz. Seus pais e quatro irmãos se mudaram para Curitiba e, posteriormente, para Campinas, em São Paulo. Quando Sônia tinha 8 anos, seu pai faleceu, e ela foi transferida para um colégio de freiras na cidade de São Paulo. Na adolescência, conseguiu um emprego no tradicional Buffet Torres, onde trabalhou como recepcionista e datilografava orçamentos.

### Vida pessoal
Na década de 1970, Sônia Braga foi casada com o ator Arduíno Colassanti. Os dois se conheceram durante as filmagens do filme  Mestiça, a Escrava Indomável (1973). Na época, moravam em um veleiro chamado "Gaivota", ancorado em Paraty. Após a separação, ela namorou o cantor Caetano Veloso no final dos anos 1970. Veloso, posteriormente, escreveu as músicas "Tigresa" e "Trem das Cores" para ela. Seu segundo casamento, na década de 1980, foi com o fotógrafo Antonio Guerreiro.  Seu último relacionamento conhecido pelo público foi com o guitarrista Mark Lambert, que durou dois anos e terminou em 1996.
Desde 1990, Sônia vive em Nova York, onde atua em peças teatrais e no cinema, o que lhe garantiu a naturalização americana. Desde então, ela divide seu tempo entre os Estados Unidos e o Brasil para visitar a família e os amigos. Quando está no Brasil, costuma passar algumas temporadas em seu apartamento na zona sul do Rio de Janeiro ou em sua casa de praia em Niterói.
Em agosto de 2016, revelou nunca ter tido o desejo de ter filhos, pois sempre valorizou sua liberdade e a oportunidade de se desenvolver profissionalmente sem restrições. Em uma entrevista à revista Elle, admitiu ter feito quatro abortos, sendo o primeiro após sua primeira relação sexual, aos 17 anos, quando sofreu uma grave hemorragia. Ela contou que, se não tivesse tido um médico de confiança, poderia ter morrido devido à infecção uterina que a acometeu na época. A atriz defende a legalização do direito da mulher de interromper gestações não desejadas. Em uma reportagem, declarou: "Crime é o aborto não ser legal no Brasil. Não pode ter restrição. Pelo contrário, tem que educar e facilitar isso para as mulheres. Já conseguiram criar a Delegacia da Mulher. Agora, é preciso cuidar da saúde delas".

## Carreira

### Carreira no Brasil
Aos 14 anos, Sônia Braga foi convidada pelo diretor Vicente Sesso para fazer teleteatros e programas infantojuvenis no programa Jardim Encantado. Depois disso, ela se integrou a um grupo teatral que se apresentava na região do ABC Paulista.  Aos 17 anos, estreou na peça O Marido Confundido – George Dandin, em Santo André. Em 1968, aos 18 anos, participou da montagem brasileira de Hair, onde causou escândalo ao aparecer nua em cena. Além disso, ela também atuou no teatro infantil, como na peça No País dos Prequetés (1979).
Ainda em 1968, Braga participou do filme O Bandido da Luz Vermelha, e, no início dos anos 1970, apareceu em papéis coadjuvantes em filmes como A Moreninha (1970) e Cléo e Daniel (1970). No ano seguinte, foi escalada para atuar em A Menina do Veleiro Azul, de Ivani Ribeiro, na TV Excelsior, mas a emissora fechou antes de a novela ir ao ar. Foi então convidada para atuar em  Irmãos Coragem (1970), de Janete Clair, na Rede Globo. Nos anos seguintes, trabalhou em outras duas telenovelas da autora: Selva de Pedra (1972), no papel de Flávia, e Fogo sobre Terra (1974), como Brisa. Braga também participou da versão brasileira de Sesame Street, chamada Vila Sésamo, no início da década de 1970.
A carreira de Sônia Braga ganhou novas proporções em 1975, quando protagonizou a telenovela Gabriela. No papel-título, Braga "tomou o Brasil, tornando-se um nome conhecido", como observaram Sue Branford e David Treece no jornal britânico The Guardian. A telenovela, baseada na obra de um dos mais conhecidos escritores brasileiros, Jorge Amado, atingiu uma das maiores audiências de sua época, com uma média de 25 milhões de pessoas. O sucesso de Gabriela a levou a estrelar outra história de Amado, Dona Flor e Seus Dois Maridos (1977), uma das maiores bilheteiras do cinema brasileiro de todos os tempos. Dirigido por Bruno Barreto, Dona Flor conta a história de uma jovem viúva que perde seu marido Vadinho – interpretado por José Wilker – e logo se casa novamente com o recatado e pacífico farmacêutico da cidade, Dr. Teodoro Madureira (Mauro Mendonça). Com saudades do antigo marido, que, apesar de seus defeitos, era um ótimo amante, ela acaba causando o retorno dele em espírito, visível apenas para ela. O sucesso da comédia ajudou a lançar o nome de Braga internacionalmente e também atraiu atenção favorável para o cinema brasileiro em geral.
Suas personagens em Tieta do Agreste e Saramandaia ajudaram a consolidar sua imagem como sex symbol. Em 1978, estrelou Dancin' Days, onde interpretou Julia Matos, uma ex-presidiária que tenta reconquistar o amor de sua filha. Escrita por Gilberto Braga, a novela consolidou ainda mais sua fama.
Em 1981, com Eu Te Amo, filme dirigido por Arnaldo Jabor, Braga venceu o prêmio de melhor atriz no Festival de Cinema de Gramado. Neste ponto de sua carreira, ela era anunciada como a próxima grande estrela sensual do cinema internacional, seguindo os passos de Sophia Loren. Os rumores da imprensa, ligando seu nome a romances com colegas de elenco ou diretores, aumentavam o fascínio sobre ela. Tais rumores cercaram a produção de um remake de Gabriela para o cinema em 1983, com o galã italiano Marcello Mastroianni.

### Estrelato internacional

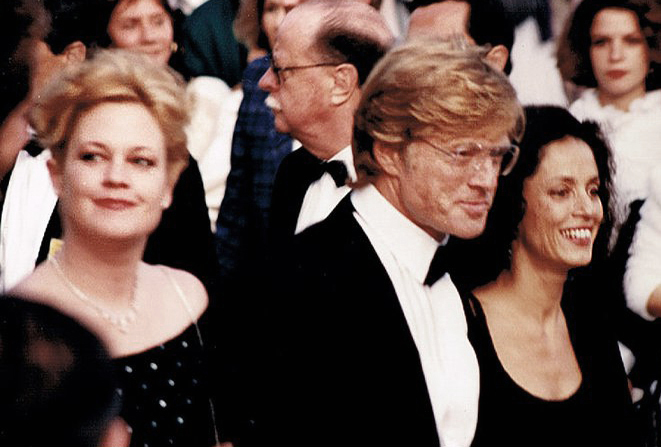
Sônia Braga com Melanie Griffith e Robert Redford no Festival de Cannes, em 1988.

Sônia Braga alcançou reconhecimento internacional por seu papel em O Beijo da Mulher Aranha (1985), filme do argentino naturalizado brasileiro Héctor Babenco, baseado no romance de Manuel Puig. O filme se tornou um dos lançamentos mais aclamados do ano, e a atriz coestreou ao lado de William Hurt, que venceu o Oscar de Melhor Ator. O filme foi descrito como "tenso, carregado de energia intelectual e espirituosa, com o humor negro de desespero", e "hipnotizante", segundo o crítico da revista People, Ralph Novak. O sucesso do filme surpreendeu Braga, que admitiu ao jornalista do Los Angeles Times, Roderick Mann, ter se sentido desconfortável com seu primeiro papel falado em inglês: "Às vezes, eu dizia uma fala e me perguntava: O que significa isso? Agora me sinto muito mais segura".
Em 1987, Braga se tornou a primeira brasileira a apresentar uma categoria no Oscar, ao lado do ator Michael Douglas, com apenas 36 anos. Os aplausos e críticas logo a levaram a mais dois grandes papéis em Hollywood, ambos lançados em 1988: Rebelião em Milagro, dirigido por Robert Redford, e a comédia Luar sobre Parador, pela qual foi indicada ao Globo de Ouro de Melhor Atriz Coadjuvante em 1989. Ela também assumiu papéis coadjuvantes em The Rookie (ao lado de Clint Eastwood e Charlie Sheen) e em inúmeros telefilmes e minisséries. Mesmo como coadjuvante, Braga foi nomeada a dois Globos de Ouro e um Emmy Award, este último por seu papel em Amazônia em Chamas, um telefilme produzido pela HBO em 1994, que conta a história do seringueiro acreano Chico Mendes.
Em 1995, foi indicada ao prêmio Bravo do National Council of La Raza, por seu papel na minissérie Streets of Laredo, exibida pela CBS. Nesse mesmo ano, o diretor Nicolas Roeg a convidou para o papel principal no filme Two Deaths ao lado de Patrick Malahide. Em 1996, Braga atuou em Tieta do Agreste, um filme baseado no romance homônimo de Jorge Amado, com direção de Cacá Diegues. A história se passa em uma aldeia pobre no estado da Bahia, onde Tieta retorna à sua terra natal, Santana do Agreste, após 25 anos de ausência. Sua volta causa apreensão na família, pois ela havia sido escorraçada pelo pai, Zé Esteves, movido pelas intrigas de sua irmã mais velha, Perpétua. O crítico Kevin Thomas, do Los Angeles Times, declarou: "A beleza sensual de Braga e a paixão ardente são perfeitas para a corajosa, mas emocionalmente marcada Tieta".
Nos anos 2000, Braga participou de vários programas e séries estadunidenses, como: Sex and the City (2001), Law & Order (2003), Ghost Whisperer, CSI: Miami (2005) e no seriado American Family, que retrata uma família latina em uma grande cidade americana, exibido pela PBS. Em 2001, ela fez parte do elenco de Angel Eyes, no papel de Josephine Pogue, mãe de Sharon Pogue, interpretada por Jennifer Lopez.
Após quase 20 anos sem participar de telenovelas brasileiras, Braga fez uma participação especial na telenovela Força de um Desejo (1999). Em 2006, voltou a trabalhar na TV Globo, em Páginas da Vida de Manoel Carlos, onde interpretou uma escultora internacionalmente reconhecida. Em seguida, protagonizou o episódio "A Adúltera da Urca", da série As Cariocas (2010), e participou da série Tapas & Beijos (2011).

### Atualmente
Braga participou da sexta temporada da série de TV Royal Pains. Recentemente, a Marvel confirmou seu nome no elenco de Luke Cage. Em 2016, ela estrelou o filme Aquarius, do diretor Kleber Mendonça Filho. Por sua performance no filme, Braga venceu prêmios de atuação feminina em diversos festivais de cinema ao redor do mundo, entre eles o Festival Biarritz Amérique Latine, na França, e o Festival de Cinema de Lima, no Peru. Além disso, foi eleita a melhor atriz pelos críticos de San Diego, superando atrizes como Emma Stone, Annette Bening e Natalie Portman.
Em 2017, Braga foi anunciada como integrante do júri da 33ª edição do Sundance Film Festival, que aconteceu em Park City, Utah, Estados Unidos. No mesmo ano, foi homenageada no Festival La Orquídea, o maior do Equador. Ainda em 2017, desempenhou o papel de mãe de Julia Roberts na adaptação cinematográfica do livro Extraordinário e foi homenageada no festival Cinélatino, em 2018, em Toulouse, no sudoeste da França.
Em 2019, Braga repetiu a parceria com o cineasta Kleber Mendonça Filho em Bacurau, vencedor do prêmio do Júri do Festival de Cannes. No filme, ela interpreta Domingas, uma médica de um pequeno povoado do Nordeste. Bacurau foi bem recebido pelo público e pela crítica, e foi premiado como melhor longa-metragem internacional no Festival de Cinema de Munique.
Em 2020, Braga interpretou o papel de Irmã Lucia no filme Fatima, dirigido por Marco Pontecorvo. Em novembro do mesmo ano, ela foi incluída na lista dos 25 melhores atores do século XXI, publicada pelo jornal New York Times. Em novembro de 2023, Braga foi anunciada no elenco do filme de terror sobrenatural The First Omen, dirigido por Arkasha Stevenson. Trata-se de uma prequela do clássico filme de terror de 1976, The Omen.

## Filmografia

### Cinema
| Ano  | Título original                                     | Título em português                         | Personagem                            | Notas          |
| ---- | --------------------------------------------------- | ------------------------------------------- | ------------------------------------- | -------------- |
| 1968 | O Bandido da Luz Vermelha                           |                                             | Vítima                                |                |
| 1970 | A Moreninha                                         |                                             | Carolina                              |                |
| 1970 | Cléo e Daniel                                       |                                             | Sandra                                |                |
| 1971 | O Capitão Bandeira contra o Dr. Moura Brasil        |                                             |                                       |                |
| 1974 | Mestiça, a Escrava Indomável                        |                                             | Mestiça                               |                |
| 1975 | O Casal                                             |                                             | Maria Lúcia                           |                |
| 1976 | Dona Flor e Seus Dois Maridos                       |                                             | Dona Florípides 'Flor' Guimarães      |                |
| 1978 | A Dama Do Lotação                                   |                                             | Solange                               |                |
| 1981 | Eu Te Amo                                           |                                             | Maria                                 |                |
| 1983 | Gabriela                                            |                                             | Gabriela da Silva                     |                |
| 1984 | Pátria Amada                                        |                                             | Ela mesma                             |                |
| 1985 | Kiss of the Spider Woman                            | O Beijo da Mulher Aranha                    | Leni Lamaison / Marta / Mulher Aranha |                |
| 1987 | The Man Who Broke 1,000 Chains                      | Mil Elos - O Preço da Liberdade             | Emily Del Pino Pacheco                | Telefilme      |
| 1988 | Moon Over Parador                                   | Luar sobre Parador                          | Madonna Mendez                        |                |
| 1988 | The Milagro Beanfield War                           | Rebelião em Milagro                         | Ruby Archuleta                        |                |
| 1990 | The Rookie                                          | Rookie, um Profissional do Perigo           | Liesl                                 |                |
| 1991 | The Last Prostitute                                 | A Última Prostituta                         | Loah                                  | Telefilme      |
| 1993 | Roosters                                            | A Volta                                     | Juana Morales                         |                |
| 1994 | The Burning Season                                  | Amazônia em Chamas                          | Regina de Carvalho                    |                |
| 1995 | Two Deaths                                          | Morte Dupla                                 | Ana Puscasu                           |                |
| 1995 | Moses                                               | Bíblia Sagrada - Moisés                     | Zípora                                | Telefilme      |
| 1996 | Tieta do Agreste                                    |                                             | Antonieta 'Tieta' Esteves Cantarelli  |                |
| 1997 | Money Play$                                         | Os Jogadores                                | Irene                                 | Telefilme      |
| 2000 | From Dusk till Dawn 3: The Hangman's Daughter       | Um Drink no Inferno 3 - A Filha do Carrasco | Quixla                                |                |
| 2001 | Angel Eyes                                          | Olhar de Anjo                               | Josephine Pogue                       |                |
| 2001 | Memórias Póstumas                                   |                                             | Marcela                               |                |
| 2001 | Perfume                                             |                                             | Irene Mancini                         |                |
| 2001 | The Judge                                           |                                             | Lily Acosta                           | Telefilme      |
| 2002 | Empire                                              | Império                                     | Iris                                  |                |
| 2003 | Testosterone                                        |                                             | Mãe de Pablo                          |                |
| 2004 | Scene Stealers                                      |                                             | Celia Crouch                          |                |
| 2005 | Che Guevara                                         |                                             | Célia                                 |                |
| 2005 | Marilyn Hotchkiss Ballroom Dancing and Charm School | Baila Comigo                                | Tina                                  |                |
| 2006 | Sea of Dreams                                       |                                             | Nurka                                 |                |
| 2006 | Bordertown                                          | Cidade do Silêncio                          | Teresa Casillas                       |                |
| 2006 | The Hottest State                                   | Um Amor Jovem                               | Srª. Garcia                           |                |
| 2010 | Lope                                                |                                             | Paquita                               |                |
| 2010 | An Invisible Sign                                   | Matemática do Amor                          | Mãe de Mona Gray                      |                |
| 2012 | Feijoada Completa                                   |                                             | Celeste                               | Curta-metragem |
| 2012 | Mundo Invisível                                     |                                             |                                       |                |
| 2013 | The Ordained                                        |                                             | Magalys                               | Telefilme      |
| 2013 | Meddling Mom                                        |                                             | Carmen                                | Telefilme      |
| 2013 | The Wine of Summer                                  |                                             | Eliza                                 |                |
| 2014 | Emoticon ;)                                         |                                             | Sonia                                 |                |
| 2016 | Aquarius                                            |                                             | Clara                                 |                |
| 2017 | Wonder                                              | Extraordinário                              | Mãe de Isabel                         |                |
| 2019 | Bacurau                                             |                                             | Domingas                              | [ 55 ]         |
| 2020 | Fatima                                              | Fátima - A História de um Milagre           | Irmã Lúcia                            |                |
| 2020 | The Jesus Rolls                                     | Ninguém Brinca com Jesus Quintana           | Mãe                                   |                |
| 2023 | Shotgun Wedding                                     | Casamento Armado                            | Renata                                | [ 56 ]         |
| 2024 | The First Omen                                      |                                             | Silvia                                |                |

### Televisão
| Ano  | Título                     | Personagem                                    | Notas                          |
| ---- | -------------------------- | --------------------------------------------- | ------------------------------ |
| 1969 | A Menina do Veleiro Azul   | Otília                                        |                                |
| 1970 | Irmãos Coragem             | Lídia Siqueira                                |                                |
| 1972 | Selva de Pedra             | Flávia                                        |                                |
| 1972 | Vila Sésamo                | Ana Maria                                     |                                |
| 1974 | Fogo sobre Terra           | Brisa                                         |                                |
| 1975 | Gabriela                   | Gabriela da Silva Saad                        |                                |
| 1976 | Saramandaia                | Marcina Moreira                               |                                |
| 1977 | Espelho Mágico             | Cynthia Levy/Maria Jacinta Teixeira (Camila)  |                                |
| 1978 | Dancin' Days               | Júlia de Souza Matos/Cristina                 |                                |
| 1980 | Chega Mais                 | Maria Angélica Grimaldi Prado Almeida (Gelly) |                                |
| 1986 | The Cosby Show             | Anna Maria Westlake                           |                                |
| 1992 | Tales from the Crypt       | Sophie Wagner                                 |                                |
| 1995 | Streets of Laredo          | Maria Garza                                   |                                |
| 1998 | Four Corners               | Carlota Alvarez                               |                                |
| 1998 | A Will of Their Own        | Jessica Lopez de la Cruz                      |                                |
| 1999 | Força de um Desejo         | Baronesa Helena Silveira Sobral               | Episódios: "10–26 de maio"     |
| 2000 | Family Law                 | Beatrice Valdez                               |                                |
| 2001 | Sex and the City           | Maria Diega Reyes                             |                                |
| 2002 | American Family            | Berta Gonzalez                                |                                |
| 2002 | George Lopez               | Emilina Palmero                               |                                |
| 2003 | Law & Order                | Helen                                         |                                |
| 2005 | CSI: Miami                 | Marta Cruz                                    |                                |
| 2005 | Alias                      | Sophia Vargas / Elena Derevko                 |                                |
| 2005 | Ghost Whisperer            | Estella de la Costa                           |                                |
| 2006 | Páginas da Vida            | Antônia Werneck (Tônia)                       |                                |
| 2007 | Donas de Casa Desesperadas | Alice Monteiro                                |                                |
| 2010 | As Cariocas                | Júlia                                         | Episódio: "A Adúltera da Urca" |
| 2010 | Brothers and Sisters       | Gabriela                                      |                                |
| 2011 | Tapas & Beijos             | Helô Siqueira                                 | Episódio: "A Bolsa do Camelô"  |
| 2014 | Royal Pains                | Lorena Correia                                | Temporada 6                    |
| 2014 | Warehouse 13               | Alicia                                        | Episódio: "Savage Seduction"   |
| 2016 | Marvel's Luke Cage         | Soledad Temple                                | Temporada 1                    |

## Teatro
| Ano     | Título                      | Personagem | Notas |
| ------- | --------------------------- | ---------- | ----- |
| 1967    | Jorge Dandin                | Angélica   |       |
| 1969–72 | Hair                        |            |       |
| 1972    | A Teoria Na Prática é Outra |            |       |
| 1979    | No País Dos Prequetés       | Nita       |       |